# Máquina eletrostática

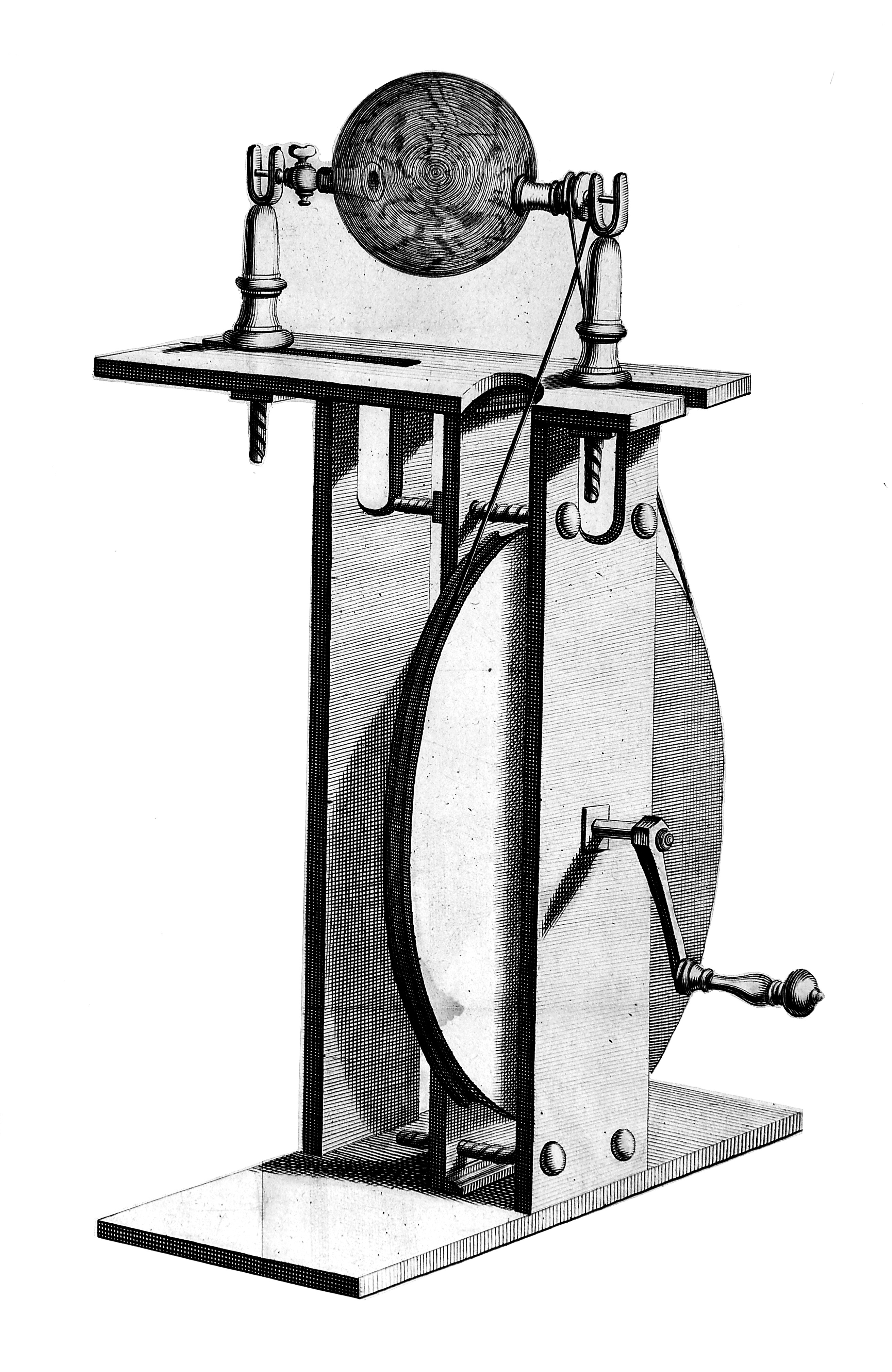
A máquina eletrostática, Francis Hanksbee.

Um gerador eletrostático, ou máquina eletrostática, é um gerador eletromecânico que produz eletricidade estática ou eletricidade em alta tensão e baixa corrente contínua. O conhecimento da eletricidade estática remonta às primeiras civilizações, mas por milênios permaneceu apenas um fenômeno interessante e mistificador, sem uma teoria para explicar seu comportamento e muitas vezes confundido com magnetismo. No final do século XVII, os pesquisadores já haviam desenvolvido meios práticos de geração de eletricidade por fricção, mas o desenvolvimento das máquinas eletrostáticas só começou para valer no século XVIII, quando se tornaram instrumentos fundamentais nos estudos sobre a nova ciência da eletricidade. Geradores eletrostáticos operam usando energia manual para transformar trabalho mecânico em energia elétrica. Os geradores eletrostáticos desenvolvem Cargas eletrostáticas de sinais opostos renderizados a dois condutores, usando apenas forças elétricas, funcionam usando placas móveis, tambores ou correias para levar a carga elétrica a um nível alto eletrodo potencial. A carga é gerada por um de dois métodos: efeito triboelétrico (fricção) ou indução eletrostática.

## Descrição

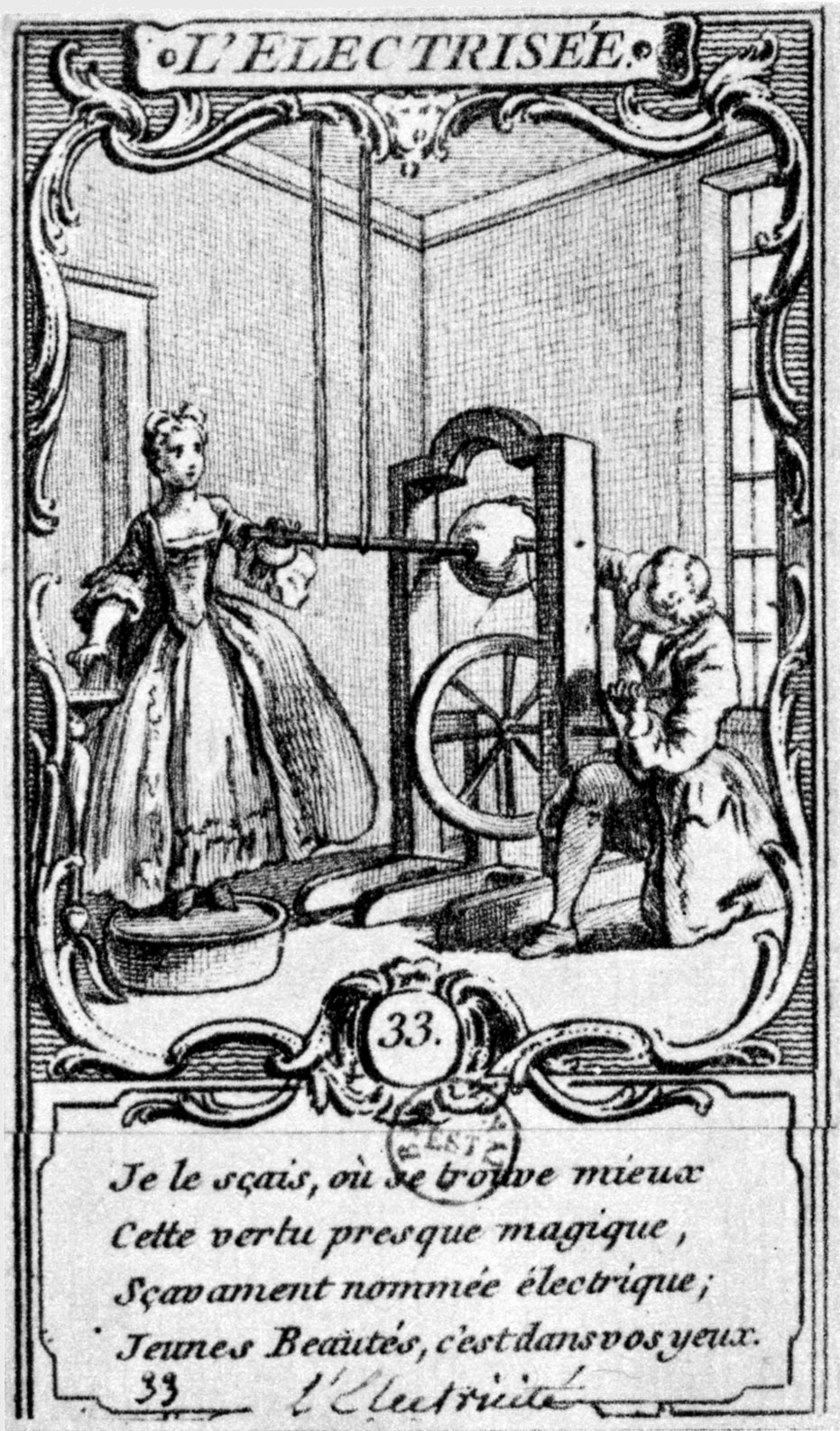
Máquina eletrostática.

Máquinas eletrostáticas são normalmente usadas em salas de aula de ciências para demonstrar com segurança as forças elétricas e fenômenos de alta tensão. As elevadas diferenças de potencial alcançadas também foram usadas para uma variedade de aplicações práticas, como operação de tubo de raios-X, Aceleradores de partículas, espectroscopia, aplicações médicas, esterilização de alimentos e experimentos de física nuclear. Geradores eletrostáticos, como o Gerador de Van de Graaff e variações como o Pelletron, também encontram uso na pesquisa em física.
Os geradores eletrostáticos podem ser divididos em duas categorias, dependendo de como a carga é gerada:
- As máquinas de fricção que usam o efeito triboelétrico (eletricidade gerada por contato ou fricção);
- Máquinas de influência usam Indução eletrostática.

### Máquinas de fricção

#### História
Os primeiros geradores eletrostáticos são chamados de máquinas de fricção devido ao atrito no processo de geração. Uma forma primitiva de máquina de fricção foi inventada por volta de 1663 por Otto von Guericke, era constituída por uma esfera de enxofre que girava constantemente em terra seca, o que gerava um atrito e consequentemente eletricidade. Por volta de 1706, Francis Hauksbee melhorou o design básico, com sua máquina elétrica de fricção que permitia que uma esfera de vidro girasse rapidamente contra um tecido de lã.
Os geradores foram mais avançados quando, por volta de 1730, o Prof. Georg Matthias Bose de Wittenberg adicionou um condutor coletor (um tubo ou cilindro isolado apoiado em fios de seda). Bose foi o primeiro a empregar o "condutor principal" em tais máquinas, consistindo em uma barra de ferro mantida nas mãos de uma pessoa cujo corpo foi isolado por estar sobre um bloco de resina.
Em 1746, a máquina de William Watson tinha uma grande roda girando vários globos de vidro, com uma espada e um cano de arma suspensa por cordas de seda como seus condutores principais. Johann Heinrich Winckler, professor de física em Leipzig, substituiu a mão por uma almofada de couro. Durante 1746, Jan Ingenhousz inventou máquinas elétricas feitas de placas de vidro. experimentos com a máquina elétrica foram amplamente auxiliados pela descoberta da Garrafa de Leiden. Essa forma inicial do capacitor, com revestimentos condutores em ambos os lados do vidro, pode acumular uma carga de eletricidade quando conectada a uma fonte de força eletromotriz.
A máquina elétrica logo foi aprimorada por Andrew Gordon, um escocês e professor em Erfurt, que substituiu um globo de vidro por um cilindro de vidro; e por Giessing de Leipzig que adicionou uma "borracha" consistindo de uma almofada de material de lã. O coletor, que consiste em uma série de pontas de metal, foi adicionado à máquina por Benjamin Wilson por volta de 1746, e em 1762, John Canton da Inglaterra (também o inventor do primeiro eletroscópio de esfera de medula) melhorou a eficiência das máquinas elétricas por aspersão um amálgama de estanho sobre a superfície da borracha. Em 1768, Jesse Ramsden construiu uma versão amplamente usada de um gerador elétrico de placas.
Em 1783, o cientista holandês Martin van Marum de Haarlem projetou uma grande máquina eletrostática de alta qualidade com discos de vidro de 1,65 metros de diâmetro para seus experimentos. Capaz de produzir uma diferença de potencial com qualquer polaridade, foi construído sob sua supervisão por John Cuthbertson de Amsterdã no ano seguinte. O gerador está atualmente em exibição no Museu Teyler em Haarlem.
Em 1785, N. Rouland construiu uma máquina com cinto de seda que esfregava dois tubos aterrados cobertos com pele de lebre. Edward Nairne desenvolveu um gerador eletrostático para fins médicos em 1787 que tinha a capacidade de gerar eletricidade positiva ou negativa, a primeira delas sendo coletada do condutor principal que carrega os pontos de coleta e a segunda de outro condutor principal que carrega a almofada de fricção. A máquina Winter possuía maior eficiência do que as máquinas de fricção anteriores.
Na década de 1830, Georg Ohm possuía uma máquina semelhante à máquina Van Marum para suas pesquisas (que agora está no Deutsches Museum, Munique, Alemanha). Em 1840, a máquina Woodward foi desenvolvida aprimorando a máquina Ramsden 1768, colocando o condutor principal acima do (s) disco (s). Também em 1840, a máquina hidrelétrica Armstrong foi desenvolvida, usando o vapor como um carregador de carga.

#### Operação de fricção
A presença de desequilíbrio de carga superficial significa que os objetos exibirão forças atrativas ou repulsivas. Esse desequilíbrio de carga superficial, que leva à eletricidade estática, pode ser gerado tocando duas superfícies diferentes e separando-as devido ao fenômeno do efeito triboelétrico. Esfregar dois objetos não condutores gera uma grande quantidade de eletricidade estática. Isso não é resultado de atrito; duas superfícies não condutoras podem ficar carregadas simplesmente sendo colocadas uma em cima da outra. Como a maioria das superfícies tem textura áspera, leva mais tempo para carregar por contato do que por fricção. Esfregar objetos um no outro aumenta a quantidade de contato adesivo entre as duas superfícies. Normalmente Isolantes, por exemplo, substâncias que não conduzem eletricidade, são boas tanto para gerar quanto para manter uma carga superficial. Alguns exemplos dessas substâncias são borracha, plástico e vidro. Objetos condutore em contato geram desequilíbrio de carga também, mas retêm as cargas apenas se isolados. A carga que é transferida durante a eletrificação de contato é armazenada na superfície de cada objeto. Observe que a presença de corrente elétrica não diminui as forças eletrostáticas, ambos os fenômenos podem existir simultaneamente no mesmo sistema.

### Máquinas Influência

#### História
As máquinas de fricção foram, com o tempo, gradualmente substituídas pela segunda classe de instrumentos mencionada acima, máquinas de influência. Estes operam por indução eletrostática e convertem o trabalho mecânico em energia eletrostática com o auxílio de uma pequena carga inicial que é continuamente reabastecida e reforçada. A primeira sugestão de uma máquina influência parece ter crescido para fora da invenção de Alessandro Volta, o eletróforo, que é um capacitor de placa única usado para produzir desequilíbrios de carga elétrica por meio do processo de indução eletrostática.
O próximo passo foi quando Abraham Bennet, o inventor do eletroscópio de folha de ouro, descreveu um "dobrador de eletricidade" (Phil. Trans., 1787), como um dispositivo semelhante ao eletróforo, mas que poderia amplificar uma pequena carga por meio de repetidas operações manuais com três placas isoladas, a fim de torná-lo observável em um eletroscópio. Erasmus Darwin, W. Wilson, G. C. Bohnenberger e (mais tarde, 1841) J. C. E. Péclet desenvolveram várias modificações do dispositivo de Bennet. Francis Ronalds automatizou o processo de geração em 1816, adaptando um pêndulo como uma das placas, acionado por um relógio ou uma máquina a vapor - ele criou o dispositivo para alimentar seu telégrafo elétrico. Em 1788, William Nicholson propôs seu dobrador rotativo, que pode ser considerado a primeira máquina de influência rotativa. Seu instrumento foi descrito como "um instrumento que, girando um guincho, produz os dois estados de eletricidade sem atrito ou comunicação com a terra". (Phil. Trans., 1788, p. 403) Nicholson mais tarde descreveu um aparelho de "condensador giratório", como um instrumento melhor para medições.
Outros, incluindo Tiberius Cavallo (que desenvolveu o " multiplicador Cavallo ", um multiplicador de carga usando adição simples, em 1795), John Read, Charles Bernard Desormes e Jean Nicolas Pierre Hachette, desenvolveram várias formas de dobradores rotativos. Em 1798, o cientista e pregador alemão Gottlieb Christoph Bohnenberger, descreveu a máquina Bohnenberger, junto com vários outros duplicadores dos tipos de Bennet e Nicholson em um livro. Os mais interessantes deles foram descritos em "Annalen der Physik" (1801). Giuseppe Belli, em 1831, desenvolveu um dobrador simétrico simples que consistia em duas placas de metal curvas entre as quais girava um par de placas carregadas em uma haste isolante. Foi a primeira máquina de influência simétrica, com estruturas idênticas para ambos os terminais. Este aparelho foi reinventado várias vezes, por C. F. Varley, que patenteou uma versão de alta potência em 1860, por Lord Kelvin (o "reforçador") em 1868, e por A. D. Moore (o "dirod"), mais recentemente. Lord Kelvin também desenvolveu uma máquina de influência combinada e uma máquina eletromagnética, comumente chamada de moinho de rato, para eletrificar a tinta em conexão com seu gravador de sifão.

#### Máquina Holtz

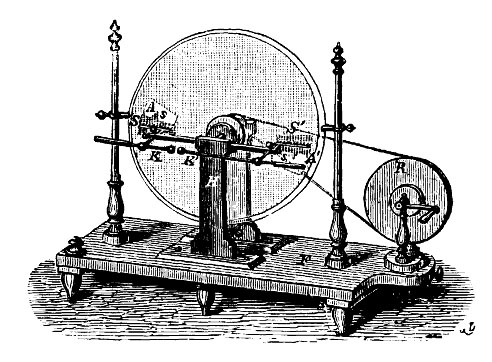
Máquina eletrostática de Holtz.

Entre 1864 e 1880, Wilhelm Holtz construiu e descreveu um grande número de máquinas de influência que foram consideradas os desenvolvimentos mais avançados da época. Em uma forma, a máquina de Holtz consistia em um disco de vidro montado em um eixo horizontal que poderia ser feito para girar a uma velocidade considerável por uma engrenagem multiplicadora, interagindo com placas de indução montadas em um disco fixo próximo a ele. Em 1865, August JI Toepler desenvolveu uma máquina de influência que consistia em dois discos fixados no mesmo eixo e girando na mesma direção. Em 1868, a máquina de Schwedoff tinha uma estrutura curiosa para aumentar a corrente de saída. Também em 1868, várias máquinas de influência de fricção mistas foram desenvolvidas, incluindo a Máquina Kundt e Máquina Carré. Em 1866, a máquina Piche (ou máquina Bertsch) foi desenvolvida. Em 1869, H. Julius Smith recebeu a patente americana para um dispositivo portátil e hermético que foi projetado para acender a pólvora. Também em 1869, máquinas sem setor na Alemanha foram investigadas por Poggendorff.
A ação e a eficiência das máquinas de influência foram investigadas por F. Rossetti, A. Righi e Friedrich Kohlrausch. E. E. N Mascart, A. Roiti e E. Bouchotte também examinaram a eficiência e o poder de produção atual das máquinas de influência. Em 1871, máquinas sem setor foram investigadas por Musaeus. Em 1872, o eletrômetro de Righi foi desenvolvido e foi um dos primeiros antecedentes do Gerador de Van de Graaff. Em 1873, Leyser desenvolveu a máquina Leyser, uma variação da máquina Holtz. Em 1880, Robert Voss (um fabricante de instrumentos de Berlim) desenvolveu uma forma de máquina na qual afirmava que os princípios de Toepler e Holtz eram combinados. A mesma estrutura ficou também conhecida como máquina Toepler-Holtz.

#### Máquina de Wimshurst

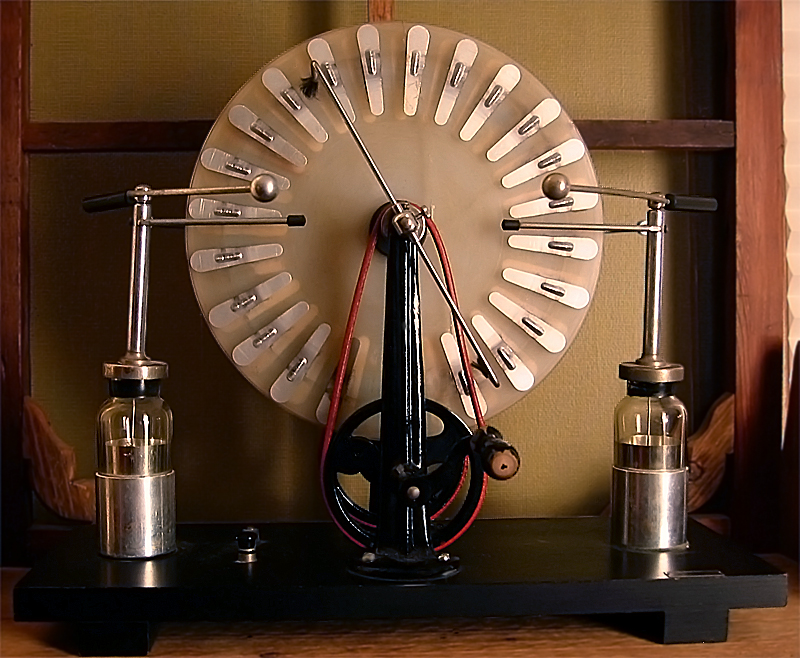
Máquina eletrostática de Wimshurst.

Em 1878, o inventor britânico James Wimshurst iniciou seus estudos sobre geradores eletrostáticos, aprimorando a máquina de Holtz, em uma versão potente com múltiplos discos. A clássica máquina de Wimshurst, que se tornou a forma mais popular de máquina de influência, foi relatada à comunidade científica em 1883, embora máquinas anteriores com estruturas muito semelhantes tenham sido descritas anteriormente por Holtz e Musaeus. Em 1885, uma das maiores máquinas Wimshurst de todos os tempos foi construída na Inglaterra (agora está no Museu de Ciência e Indústria de Chicago). A máquina Wimshursté uma máquina consideravelmente simples; funciona, como todas as máquinas de influência, com indução eletrostática de cargas, o que significa que usa até mesmo a menor carga existente para criar e acumular mais cargas, e repete esse processo enquanto a máquina estiver em ação. As máquinas Wimshurst são compostas por: dois discos isolados presos a polias de rotação oposta, os discos têm pequenas placas condutoras (geralmente de metal) em seus lados voltados para fora; duas escovas duplas que servem como estabilizadores de carga e também são o local onde ocorre a indução, criando as novas cargas a serem coletadas; dois pares de pentes coletores, que são, como o nome indica, os coletores de carga elétrica produzidos pela máquina; dois Leyden Jars, os capacitores da máquina; um par de eletrodos, para a transferência de encargos, uma vez que tenham sido suficientemente acumulados. A estrutura e os componentes simples da Máquina Wimshurst a tornam uma escolha comum para um experimento eletrostático caseiro ou de demonstração, características essas que contribuíram para sua popularidade, conforme mencionado anteriormente.
Em 1887, Weinhold modificou a máquina Leyser com um sistema de indutores de barra de metal vertical com cilindros de madeira próximos ao disco para evitar reversões de polaridade. ML Lebiez descreveu a máquina Lebiez, que era essencialmente uma máquina Voss simplificada (L'Électricien, abril de 1895, pp. 225–227). Em 1893, Bonetti patenteou uma máquina com a estrutura da máquina Wimshurst, mas sem setores de metal nos discos. Esta máquina é significativamente mais poderosa do que a versão setorizada, mas geralmente deve ser iniciada com uma carga aplicada externamente.

#### Máquina de Pidgeon
Em 1898, a máquina Pidgeon foi desenvolvida com uma configuração única por WR Pidgeon. Em 28 de outubro daquele ano, Pidgeon apresentou esta máquina à Sociedade Física após vários anos de investigação em máquinas de influência (começando no início da década). O dispositivo foi posteriormente relatado na Philosophical Magazine (dezembro de 1898, pág. 564) e na Electrical Review (Vol. XLV, pág. 748). Uma máquina Pidgeon possui Indutores fixos dispostos de forma a aumentar o efeito de indução eletrostática (e sua potência elétrica é pelo menos o dobro das máquinas típicas deste tipo [exceto quando está sobrecarregada]). As características essenciais da máquina Pidgeon são, uma, a combinação do suporte giratório e do suporte fixo para indução de carga, e, duas, o melhor isolamento de todas as partes da máquina (mas, mais especialmente dos portadores do gerador). As máquinas Pidgeon são uma combinação de uma máquina Wimshurst e uma máquina Voss, com recursos especiais adaptados para reduzir a quantidade de vazamento de carga. As máquinas Pidgeon se excitam mais prontamente do que as melhores máquinas desse tipo. Além disso, Pidgeon investigou máquinas de seção "triplex" de corrente mais elevada (ou "máquinas duplas com um único disco central") com setores fechados (e recebeu a patente britânica 22517 (1899) para este tipo de máquina).
Máquinas de discos múltiplos e máquinas eletrostáticas "triplex" (geradores com três discos) também foram desenvolvidas extensivamente na virada do século XX. Em 1900, F. Tudsbury descobriu que encerrar um gerador em uma câmara metálica contendo ar comprimido, ou melhor, dióxido de carbono, as propriedades isolantes dos gases comprimidos permitiam que um efeito muito melhor fosse obtido devido ao aumento da tensão de ruptura do gás comprimido gás, e redução do vazamento nas placas e suportes isolantes. Em 1903, Alfred Wehrsen patenteou um disco rotativo de ebonite possuindo setores embutidos com contatos de botão na superfície do disco. Em 1907, Heinrich Wommelsdorf relataram uma variação da máquina de Holtz usando este disco e indutores embutidos em placas de celulóide (DE154175; "máquina Wehrsen"). Wommelsdorf também desenvolveu vários geradores eletrostáticos de alto desempenho, dos quais os mais conhecidos foram suas "Máquinas condensadoras" (1920). Essas eram máquinas de disco único, usando discos com setores incorporados que eram acessados nas bordas.

### Geradores eletrostáticos modernos

#### Van de Graaff
Artigo principal: Gerador de Van de Graaff

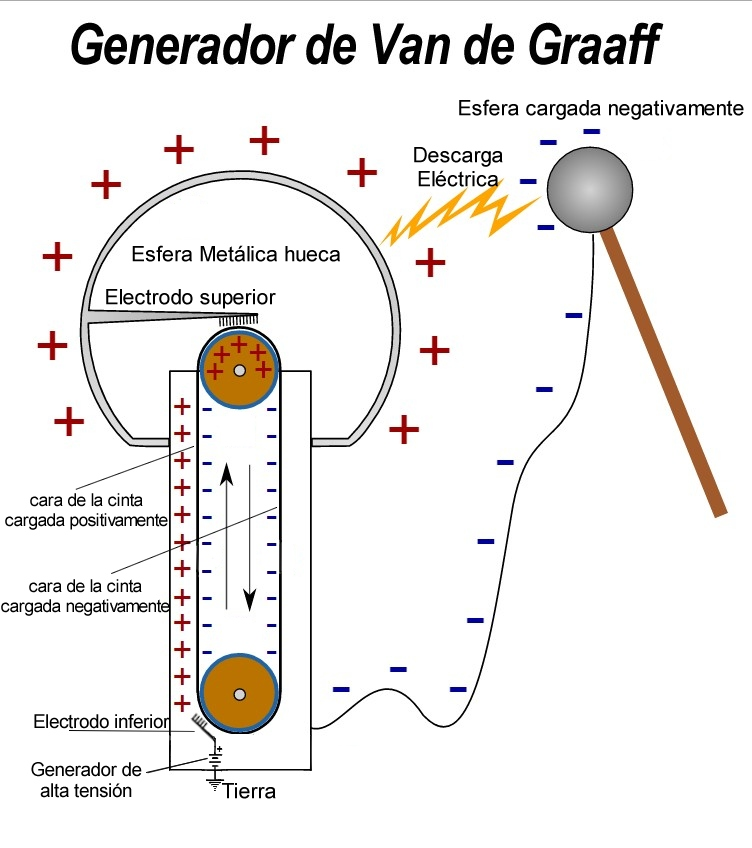
Esquema de funcionamento de um gerador de Van de Graaff.

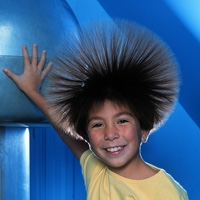
Um menino tocando o terminal de alta tensão de um gerador Van de Graaff em um museu de ciências.

O gerador Van de Graaff foi inventado pelo físico americano Robert Jemison van de Graaff em 1929 no Instituto de Tecnologia de Massachusetts como um acelerador de partículas. O primeiro modelo foi demonstrado em outubro de 1929. Na máquina Van de Graaff, uma correia isolante transporta carga elétrica para o interior de um terminal de alta tensão de metal oco isolado, onde é transferida para o terminal por um "pente" de pontas de metal. A vantagem do projeto era que, como não havia campo elétrico no interior do terminal, a carga na correia poderia continuar a ser descarregada no terminal, independentemente de quão alta era a tensão no terminal. Assim, o único limite para a tensão na máquina é a Ionização do ar próximo ao terminal. Isso ocorre quando o campo elétrico no terminal excede a rigidez dielétrica do ar, cerca de 30 kV por centímetro. Visto que o campo elétrico mais alto é produzido em pontas e arestas agudas, o terminal é feito na forma de uma esfera oca lisa; quanto maior o diâmetro, maior a tensão atingida. A primeira máquina usava uma fita de seda comprada em uma loja de cinco e dez centavos como a correia de transporte de carga. Em 1931, uma versão capaz de produzir 1 000 000 volts foi descrita em uma divulgação de patente.
O gerador Van de Graaff foi um acelerador de partículas de sucesso, produzindo as energias mais altas até o final dos anos 1930, quando o cíclotron o substituiu. A tensão nas máquinas Van de Graaff ao ar livre é limitada a alguns milhões de volts por avaria aérea. Tensões mais altas, de até cerca de 25 megavolts, foram alcançadas encerrando o gerador dentro de um tanque de gás isolante pressurizado. Este tipo de acelerador de partículas Van de Graaff ainda é usado na medicina e na pesquisa. Outras variações também foram inventadas para pesquisas em física, como o Pelletron, que usa uma corrente com ligações alternadas de isolamento e condutor para o transporte de carga.
Os pequenos geradores Van de Graaff são comumente usados em museus de ciências e educação científica para demonstrar os princípios da eletricidade estática. Uma demonstração popular é fazer com que uma pessoa toque o terminal de alta tensão enquanto está em um suporte isolado; a alta tensão carrega o cabelo da pessoa, fazendo com que os fios se projetem da cabeça.

#### EWICON
Um conversor eletrostático de energia eólica, o EWICON, foi desenvolvido pela Escola de Engenharia Elétrica, Matemática e Ciências da Computação da Universidade Técnica de Delft. Fica perto da Mecanoo, um escritório de arquitetura. Os principais desenvolvedores foram Johan Smit e Dhiradj Djairam. Além do vento, não tem partes móveis. É movido pelo vento que carrega partículas carregadas de seu coletor. O projeto sofre de baixa eficiência. A tecnologia desenvolvida para a EWICON foi reaproveitada no Windwheel holandês.